# Max Dvořák

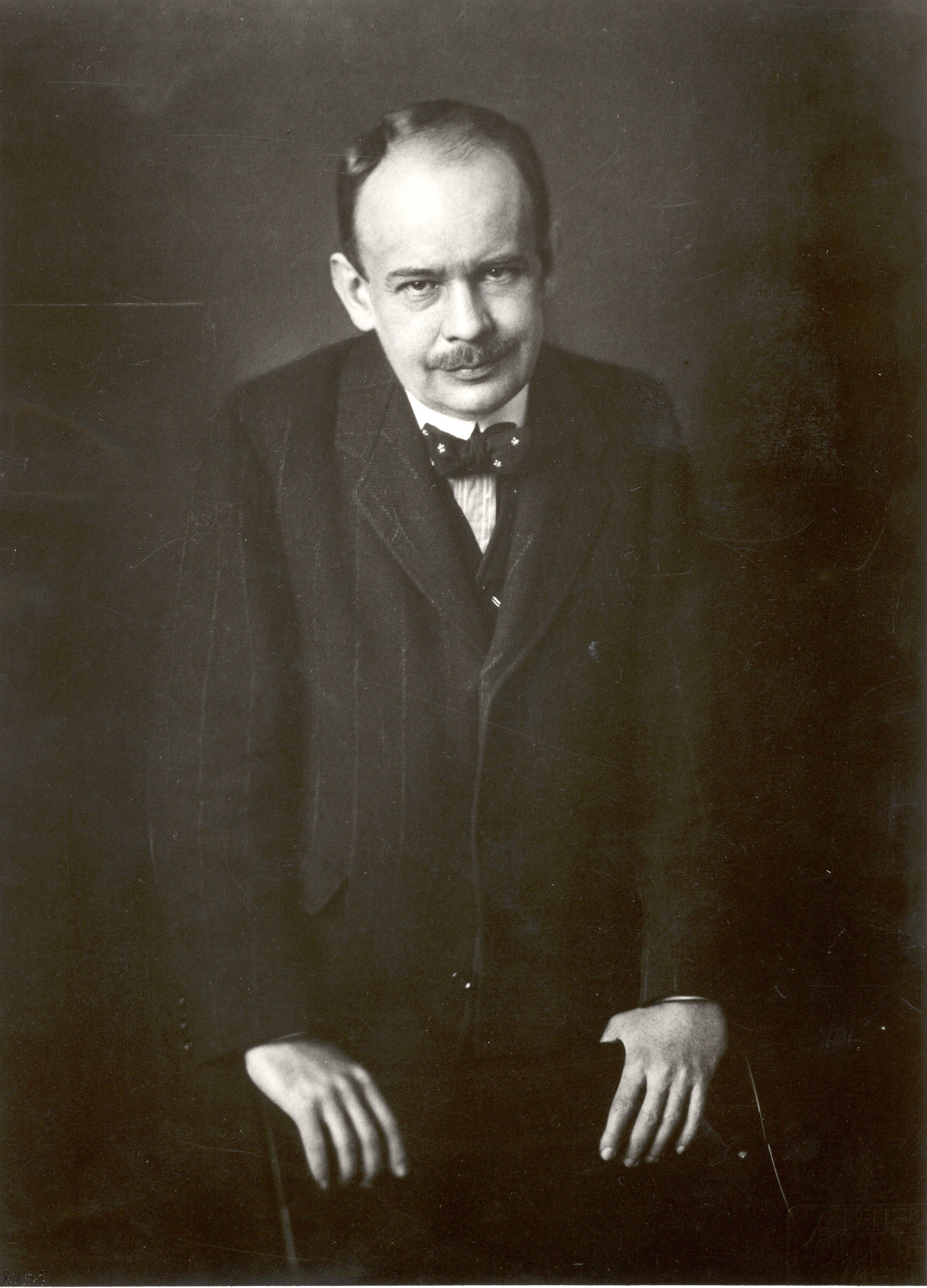
Max Dvořák

Max Dvořák (ur. 4 czerwca 1874 w Rudnicy nad Łabą, zm. 8 lutego 1921 w Hrušovanach nad Jevišovkou) – historyk i teoretyk sztuki czeskiego pochodzenia, czynnie prowadzący działalność naukową w Austrii, jeden z najważniejszych przedstawicieli tzw. szkoły wiedeńskiej, którego protoplastą był inny historyk sztuki, Alois Riegl.
Był synem Maksymiliana, archiwariusza i bibliotekarza w zamku księcia Lobkowitza. Studiował historię w Pradze. Studia zakończył napisaniem dysertacji Die Fälschungen des Reichskanzlers Kaspar Schlick (pol. Fałszerstwo dokumentów kanclerza Kaspra Schlicka) (druk 1901). Od 1895 mieszkał w Wiedniu, gdzie kontynuował studia historyczne w Instytucie Austriackich Badań Historycznych. W 1897 napisał pracę doktorską Quellenunterschungen zu Kosmas von Prag (pol. Badania źródłowe nad Kosmasem z Pragi) pod kierunkiem Teodora von Sickla. W tym samym roku został asystentem Franciszka Wickhoffa. W 1902 uzyskał habilitację, której podstawą była rozprawa Die Illuminatoren des Johann von Neumarkt (pol. Iluminatorzy Jana ze Środy). Od 1905 profesor nadzwyczajny, od 1909 profesor zwyczajny historii sztuki.
W kręgu zainteresowań naukowych Dvořáka leżały m.in. sztuka wczesnochrześcijańska (katakumbowa), średniowieczne malarstwo miniaturowe i sztuka braci Huberta i Jana van Eyck. Jego najważniejszym dziełem była – wydana pośmiertnie, w 1924 roku – książka Kunstgeschichte als Geistesgeschichte (pol. Historia sztuki jako historia ducha). Podkreślał w niej związek między sztuką a myślą filozoficzną danej epoki, z czego wynikało postrzeganie sztuki jako emanacji ducha epoki (nawiązanie do koncepcji Hegla).

## Wybrane dzieła
- 1901 – Iluminatorzy Jana ze Środy
- 1904 – Zagadka braci van Eycków
- 1916 – Katechizm konserwacji zabytków (2 wydanie 1918)
- 1918 – Idealizm i naturalizm w rzeźbie i malarstwie gotyckim
- 1924 – Historia sztuki jako historia ducha